# Banconote del rublo bielorusso
Qui di seguito sono rappresentate le caratteristiche delle banconote del rublo bielorusso.

## Primo rublo (1992-2000)
Le banconote in tagli da 50 kopeks, 1, 3, 5, 10, 25, 50, 100, 200, 500, 1.000 e 5.000 rubli sono state introdotte nel 1992, seguite da una nuova denominazione di 20.000 BYB nel 1994, 50.000 BYB nel 1995, 100.000 BYB nel 1996, 500.000 BYB nel 1998 e 1 e 5 milioni di rubli nel 1999.
| Immagine | Immagine | Valore          | Dimensioni (millimetri) | Colore principale | Descrizione                                           | Descrizione                                                            | Anno              | Anno            |
| Davanti  | Retro    | Valore          | Dimensioni (millimetri) | Colore principale | Davanti                                               | Retro                                                                  | Emissione         | Ritiro          |
| -------- | -------- | --------------- | ----------------------- | ----------------- | ----------------------------------------------------- | ---------------------------------------------------------------------- | ----------------- | --------------- |
|          |          | 50 kopeks       | 105 x 53                | arancione e rosa  | Immagine di uno scoiattolo                            | Pahonia e valore                                                       | 25 maggio 1992    | 1º gennaio 2001 |
|          |          | 1 rublo         | 105 x 53                | verde e blu       | Immagine di una lepre comune                          | Pahonia e valore                                                       | 25 maggio 1992    | 1º gennaio 2001 |
|          |          | 3 rubli         | 105 x 53                | verde             | Immagine di una castoro                               | Pahonia e valore                                                       | 25 maggio 1992    | 1º gennaio 2001 |
|          |          | 5 rubli         | 105 x 53                | blu e rosa        | Immagine di un lupo                                   | Pahonia e valore                                                       | 25 maggio 1992    | 1º gennaio 2001 |
|          |          | 10 rubli        | 105 x 53                | verde             | Immagine di una lince europea                         | Pahonia e valore                                                       | 25 maggio 1992    | 1º gennaio 2001 |
|          |          | 25 rubli        | 105 x 53                | arancione         | Immagine di un alce                                   | Pahonia e valore                                                       | 25 maggio 1992    | 1º gennaio 2001 |
|          |          | 50 rubli        | 105 x 53                | viola             | Immagine di un orso bruno                             | Pahonia e valore                                                       | 25 maggio 1992    | 1º gennaio 2001 |
|          |          | 100 rubli       | 105 x 53                | marrone           | Immagine di un bisonte europeo                        | Pahonia e valore                                                       | 25 maggio 1992    | 1º gennaio 2001 |
|          |          | 200 rubli       | 105 x 53                | giallo e verde    | Immagine di una piazza di stazione ferroviaria        | Pahonia e valore                                                       | 8 dicembre 1992   | 1º gennaio 2001 |
|          |          | 500 rubli       | 105 x 53                | violetto e rosso  | Piazza della Vittoria di Minsk                        | Pahonia e valore                                                       | 8 dicembre 1992   | 1º gennaio 2001 |
|          |          | 1.000 rubli     | 105 x 53                | verde             | Accademia nazionale delle scienze di Minsk            | Pahonia e valore                                                       | 3 novembre 1993   | 1º gennaio 2001 |
|          |          | 1.000 rubli     | 110 x 60                | verde             | Accademia nazionale delle scienze di Minsk            | Grande immagine del valore                                             | 16 settembre 1998 | 1º gennaio 2001 |
|          |          | 5.000 rubli     | 105 x 60                | rosso             | Collina della Trinità di Minsk                        | Pahonia e valore                                                       | 7 aprile 1994     | 1º gennaio 2001 |
|          |          | 5.000 rubli     | 110 x 60                | rosso             | Collina della Trinità di Minsk                        | Grande immagine del valore                                             | 16 settembre 1998 | 1º gennaio 2001 |
|          |          | 20.000 rubli    | 150 x 69                | verde oliva       | Banca nazionale della Bielorussia                     | Pahonia                                                                | 28 dicembre 1994  | 1º gennaio 2001 |
|          |          | 50.000 rubli    | 150 x 69                | marrone chiaro    | Porta Kholm di Brėst                                  | Memoriale della Fortezza di Brėst                                      | 15 settembre 1995 | 1º gennaio 2001 |
|          |          | 100.000 rubli   | 150 x 69                | grigio e blu      | Opera nazionale e balletto della Bielorussia di Minsk | Scena dal balletto "Favourite" di E.A. Hlebau                          | 17 ottobre 1996   | 1º gennaio 2001 |
|          |          | 500.000 rubli   | 150 x 69                | arancione e rosso | Palazzo della Cultura di Minsk                        | Decorazioni architettoniche del Palazzo della Cultura                  | 1º dicembre 1998  | 1º gennaio 2001 |
|          |          | 1.000.000 rubli | 150 x 69                | blu               | Museo nazionale delle arti della Bielorussia di Minsk | Particolare dal "Ritratto di moglie con fiori e frutti" di I. Khrutski | 30 aprile 1999    | 1º gennaio 2001 |
|          |          | 5.000.000 rubli | 150 x 69                | violetto tenue    | Minsk Sports Palace                                   | Immagine del complesso sportivo "Raubichy"                             | 6 settembre 1999  | 1º gennaio 2001 |

## Secondo rublo (2001-2016)
Nel 2000 con l'introduzione del nuovo rublo sono state emesse banconote in tagli da 1, 5, 10, 20, 50, 100, 500, 1.000 e 5.000 rubli. I nuovi tagli da 10.000, 20.000 e 50.000 rubli sono entrati in circolazione nel 2001, seguiti da 100.000 BYR nel 2005 e 200.000 BYR nel 2012.
| Immagine | Immagine | Valore        | Dimensioni (millimetri) | Colore principale | Descrizione                                           | Descrizione                                                                     | Anno             | Anno              |
| Davanti  | Retro    | Valore        | Dimensioni (millimetri) | Colore principale | Davanti                                               | Retro                                                                           | Emissione        | Ritiro            |
| -------- | -------- | ------------- | ----------------------- | ----------------- | ----------------------------------------------------- | ------------------------------------------------------------------------------- | ---------------- | ----------------- |
|          |          | 1 rublo       | 110 x 60                | verde             | Accademia nazionale delle scienze di Minsk            | Valore                                                                          | 1º gennaio 2000  | 1º gennaio 2003   |
|          |          | 5 rubli       | 110 x 60                | rosa e rosso      | Vista della Collina della Trinità di Minsk            | Valore                                                                          | 1º gennaio 2000  | 1º settembre 2004 |
|          |          | 10 rubli      | 110 x 60                | blu               | Biblioteca nazionale di Bielorussia di Minsk          | Valore                                                                          | 1º gennaio 2000  | 1º marzo 2003     |
|          |          | 20 rubli      | 150 x 69                | verde oliva       | Banca nazionale della Bielorussia                     | Interno della banca nazionale della Bielorussia                                 | 1º gennaio 2000  | 1º marzo 2003     |
|          |          | 50 rubli      | 150 x 69                | arancione e rosso | Porta Kholm di Brėst                                  | Memoriale della Fortezza di Brėst                                               | 1º gennaio 2000  | 1º luglio 2005    |
|          |          | 100 rubli     | 150 x 69                | verde             | Opera nazionale e balletto della Bielorussia di Minsk | Scena dal balletto "Favourite" di E.A. Hlebau                                   | 1º gennaio 2000  | 1º gennaio 2017   |
|          |          | 500 rubli     | 150 x 74                | marrone           | Palazzo della Cultura di Minsk                        | Decorazioni architettoniche del Palazzo della Cultura                           | 1º gennaio 2000  | 1º gennaio 2017   |
|          |          | 1.000 rubli   | 150 x 74                | blu               | Museo nazionale delle arti della Bielorussia di Minsk | Particolare dal "Ritratto di moglie con fiori e frutti" di I. Khrutski          | 1º gennaio 2000  | 1º gennaio 2017   |
|          |          | 5.000 rubli   | 150 x 74                | violetto          | Minsk Sports Palace                                   | Immagine del complesso sportivo "Raubichy"                                      | 1º gennaio 2000  | 1º gennaio 2017   |
|          |          | 10.000 rubli  | 150 x 74                | rosa              | Panorama della città di Vicebsk                       | Anfiteatro di Vicebsk                                                           | 16 aprile 2001   | 1º gennaio 2017   |
|          |          | 20.000 rubli  | 150 x 74                | grigio            | Palazzo Rumyantsev-Paskevich di Gomel                 | Una veduta del palazzo raffigurato nel quadro di A. Idzkouski                   | 21 gennaio 2002  | 1º gennaio 2017   |
|          |          | 50.000 rubli  | 150 x 74                | blu               | Complesso del Castello di Mir                         | Elementi architettonici del Castello di Mir                                     | 20 dicembre 2002 | 1º gennaio 2017   |
|          |          | 100.000 rubli | 150 x 74                | arancione         | Castello di Njasviž                                   | Raffigurazione del castello in un dipinto dell'artista bielorusso Napoleon Orda | 15 luglio 2015   | 1º gennaio 2017   |
|          |          | 200.000 rubli | 150 x 74                | verde chiaro      | Museo regionale d'Arte di Mahilyow                    | Elementi architettonici dell'edificio del museo                                 | 15 luglio 2015   | 1º gennaio 2017   |

## Terzo rublo (dal 2016)
Nel 2016, dopo ancora una sostituzione del precedente rublo, sono state introdotte nuove banconote da 5, 10, 20, 50, 100, 200 e 500 rubli. Le banconote sono state emesse con millesimo 2009.
| Immagine | Immagine | Valore    | Dimensioni (millimetri) | Colore principale | Descrizione                                  | Descrizione                                           | Anno           | Anno            |
| Davanti  | Retro    | Valore    | Dimensioni (millimetri) | Colore principale | Davanti                                      | Retro                                                 | Emissione      | Ritiro          |
| -------- | -------- | --------- | ----------------------- | ----------------- | -------------------------------------------- | ----------------------------------------------------- | -------------- | --------------- |
|          |          | 5 rubli   | 135 x 72                | arancione         | Torre di Kamenec                             | Immagini sul tema dei primi insediamenti slavi        | 1º luglio 2016 | in circolazione |
|          |          | 10 rubli  | 139 x 72                | blu               | Chiesa della Trasfigurazione di Polatsk      | Immagini sul tema della stampa                        | 1º luglio 2016 | in circolazione |
|          |          | 20 rubli  | 143 x 72                | giallo            | Palazzo Rumyantsev-Paskevich di Gomel        | Immagini sul tema della spiritualità                  | 1º luglio 2016 | in circolazione |
|          |          | 50 rubli  | 147 x 72                | verde             | Complesso del Castello di Mir                | Immagini sul tema delle arti                          | 1º luglio 2016 | in circolazione |
|          |          | 100 rubli | 151 x 72                | turchese          | Castello di Njasviž                          | Immagini sul tema del teatro e delle feste popolari   | 1º luglio 2016 | in circolazione |
|          |          | 200 rubli | 155 x 72                | viola             | Museo regionale d'Arte di Mahilyow           | Immagini sul tema dell'artigianato e dell'urbanistica | 1º luglio 2016 | in circolazione |
|          |          | 500 rubli | 159 x 72                | blu e rosa        | Biblioteca nazionale di Bielorussia di Minsk | Immagini sul tema della letteratura                   | 1º luglio 2016 | in circolazione |